# UY Ursae Minoris
UY Ursae Minoris, är en Gamma Doradus-variabel (GDOR) i stjärnbilden Lilla björnen.
Den varierar i fotografisk magnitud mellan 6,3 och 6,38 med en period av 0,72369 dygn (17,369 timmar).